# Ravensworth Castle (North Yorkshire)

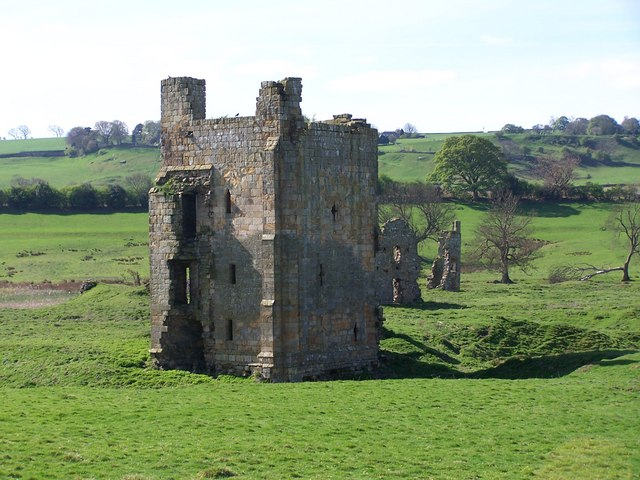
Ravensworth Castle in North Yorkshire

Ravensworth Castle ist eine Burgruine aus dem 14. Jahrhundert im Dorf Ravensworth in der englischen Verwaltungseinheit North Yorkshire. English Heritage hat sie als historisches Gebäude I. Grades gelistet.

## Geschichte
Es mag seit der normannischen Eroberung Englands eine Burg in Ravensworth gegeben haben, aber die bis heute erhaltenen Überreste von Ravensworth Castle stammen vom Ende des 14. Jahrhunderts, als die Burg Henry, dem 1. Baron FitzHugh, gehörte. Im Jahre 1391 ließ er 81 Hektar um die Burg einfrieden und schuf so einen Park. Im 16. Jahrhundert begann der Abriss der Burg; die Steine wurden für andere Gebäude in der Gegend genutzt.
Am 4. Februar 1969 listete English Heritage Ravensworth Castle und dessen Parkmauer als historische Gebäude I. Grades. Als historische Gebäude I. Grades gelten solche die „von außergewöhnlichem Interesse, manchmal auch als international wichtig angesehen“ sind. Die Burg und die nahegelegenen Erdwerke wurden auch als Scheduled Monument ausgewiesen.

## Architektur
Die Burg ist von einem trockenen Burggraben umgeben. Sie wurde aus Sandstein erbaut und mit Werkstein verkleidet. Heute sind noch ein dreistöckiger Turm, an ein Torhaus angebaut, und verschiedene Mauer- und Turmfragmente erhalten.